# Garantibank International
Die GarantiBank International N.V. ist ein Kreditinstitut mit Hauptsitz in Amsterdam, Niederlande, das in der Rechtsform einer Aktiengesellschaft nach niederländischem Recht (Naamloze Vennootschap) geführt wird.

## Geschichte
Das Unternehmen wurde 1990 als Tochtergesellschaft der in Istanbul ansässigen Türkiye Garanti Bankası A.Ş. gegründet, der Geschäftsbetrieb wurde im Frühjahr 1991 aufgenommen. Neben dem Hauptsitz in Amsterdam werden Filialen in Deutschland, Rumänien, der Schweiz und der Türkei unterhalten.
Seit Dezember 2005 ist die General Electric Consumer Finance mit 25,5 % an der Muttergesellschaft, der Türkiye Garanti Bankası A.Ş., beteiligt.
Im Juli 2007 kaufte die Deutsche Bank für 85 Mio. Euro das Wertpapieraufbewahrungs- und Abwicklungsgeschäft der türkischen Muttergesellschaft.

## Geschäftszahlen
Per 30. September 2008 betrug die Bilanzsumme der Gesellschaft 4,16 Mrd. Euro, die Eigenmittel 247 Mio. Euro, der Gewinn nach Steuern 30 Mio. Euro.

## Niederlassung Deutschland
Die erste Niederlassung in Deutschland wurde 1999 unter dem Namen United Garanti Bank International N.V., kurz UGBI-Bank in München gegründet. Zum 1. Januar 2001 wurden Geschäftssitz und operative Zentrale nach Düsseldorf verlegt und gleichzeitig die Firmierung in den heutigen Namen GarantiBank International N.V. geändert. Nachdem sie dort am Schadowplatz 14 im historischen Gebäude der Niederrheinischen Bank angesiedelt war, logiert sie heute an der Tersteegenstraße 28 in Düsseldorf-Golzheim. 
Die Bank unterliegt der Kontrolle der niederländischen Aufsichtsbehörde De Nederlandsche Bank und ist dem Einlagensicherungsfonds der niederländischen Banken angeschlossen. Sie ist in Deutschland u. a. Mitglied des Bundesverbandes deutscher Banken e. V.